# Alexander Schleicher ASW 24

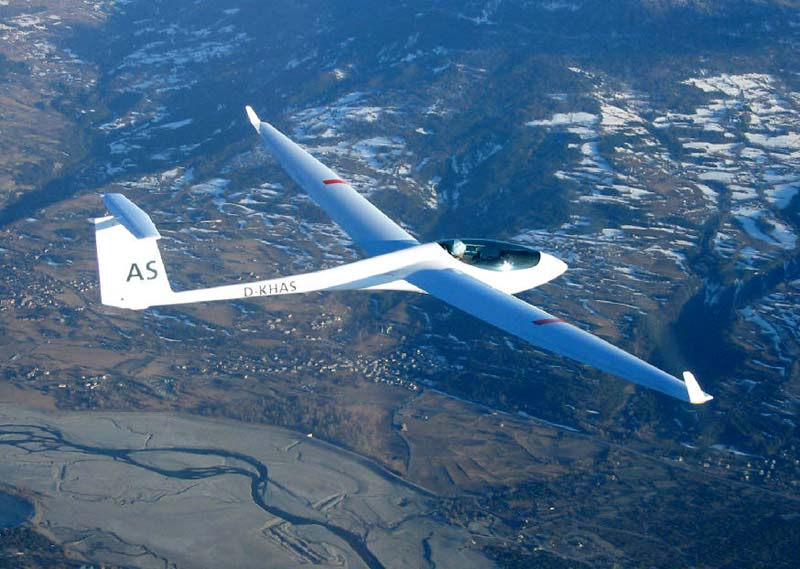
Un ASW 24E au-dessus des Alpes françaises

L'ASW 24 est un planeur monoplace de haute performance de classe Standard.

## Histoire
L'ASW 24 a été conçu par la société Alexander Schleicher GmbH avec Gerhard Waibel et Loek Boermans de l'université de Delft comme aérodynamiciens. Le prototype effectua son premier vol en 1987 et la production commença la même année. Il resta en production jusqu'en 2000 et fut remplacé par le ASW 28.
Il a nécessité de grands efforts de développement car c'était un modèle très différent de l'ASW 19 pour lequel plusieurs innovations ont été développées. Le fuselage, le profil aérodynamique, les ailes et la profondeur sont complètement nouveaux, tout comme le système de commande électrique des ballasts. La structure utilise largement la fibre de carbone.
Le cockpit, avec ses formes harmonieuses, ses larges flancs, ses zones de déformation et l'utilisation de Kevlar, a gagné la médaille OSTIV pour sa remarquable protection en cas d'accident. Une grande roue freinée par disque et une large verrière sont les autres points forts de ce planeur.
L'ASW 24 ne fut que modérément remarqué en compétition. Il ne remporta le championnat du monde qu'en 2001, soit 14 ans après sa commercialisation. Tout comme son contemporain le LS7, l'ASW 24 surexploita la technologie de son époque: il avait d'excellentes performances en vitesse de croisière mais en manquait à basse vitesse. En thermiques, sa vitesse élevée fut un handicap en compétition et cela se dégradait encore en présence de turbulences, de pluie ou de salissures sur l'aile. Heureusement, l'ajout de winglets et des améliorations au niveau du bord d'attaque des parties extérieures de l'aile, les rendant plus rondes, ont amélioré son comportement.
Selon la championne du monde, Sarah Steinberg, il est toujours nécessaire d'être attentif en vol en condition thermique, ce qui augmente la charge de travail du pilote.
Hormis cela, l'ASW 24 est un planeur confortable, sûr et plaisant ce qui permet de l'utiliser pour la compétition. Le fuselage de l'ASW 24 a été utilisé, avec de petites modifications, pour l'ASW 27, l'ASW 28 et l'ASG 29. Il a été remplacé dans la production par l'ASW 28.

## Variantes
- L'ASW 24B, en 1993, a introduit des winglets et des petites retouches aérodynamiques ce qui a permis une amélioration de la prise en main et des performances.

- L'ASW 24E est normalement une version motoplaneur employant un moteur Rotax 275 et une hélice, montés sur un pylône.

L'installation moteur est particulière par sa petite taille et sa puissance, plus typique d'un turbo, et pour son démarrage avec un câble lanceur.

## Données techniques

### Planeur
| Parametre                | Donnée                           |
| ------------------------ | -------------------------------- |
| Envergure                | 15 m                             |
| Surface alaire           | 10,0 m²                          |
| Allongement              | 22,5                             |
| Longueur de fuselage     | 6,55 m                           |
| Hauteur de fuselage      | 1,3 m                            |
| Hauteur de fuselage      | 0,845 m                          |
| Largeur de fuselage      | 0,66 m                           |
| Profil d'aile            | DU84-158                         |
| Masse à vide             | ca. 230 kg                       |
| Poids maximale du pilote | 115 kg                           |
| Masse maximale           | 500 kg                           |
| Ballast                  | 155 kg (ASW 24) 160 kg (ASW 24B) |
| Charge alaire minimale   | 32 kg/m²                         |
| Charge alaire maximale   | 50 kg/m²                         |
| Vitesse maximale         | 280 km/h                         |
| Vitesse de décrochage    | 73 km/h                          |
| Taux de chute minimale   | 0,57 m/s                         |
| Finesse maximale         | ca. 43 (ASW 24) ca. 44 (ASW 24B) |

### Motoplaneurs  ASW 24 TOP et ASW 24 E
| Parametre                          | Donnée ASW 24 TOP                              | Donnée ASW 24 E               |
| ---------------------------------- | ---------------------------------------------- | ----------------------------- |
| Constructeur bloc de propulsion    | Fischer + Entwicklungen                        | Motorenbau Binder             |
| Motoriste                          | König                                          | Rotax                         |
| Type de moteur                     | SC430 F+E 3-Cylindres 2 Temps Moteur en étoile | 275 1-Cylindre 2 Temps        |
| Puissance                          | 17,6 kW (24 PS) à 4400 tr/min                  | 17,6 kW (24 PS) à 7000 tr/min |
| Cylindrée                          | 430 cm³                                        | 269 cm³                       |
| Consommation au décollage          | 11 l/h                                         | 11,8 l/h                      |
| Consommation en croisière          | 9 l/h                                          | 8,5 l/h                       |
| Masse à vide                       | ca. 275 kg                                     | ca. 275 kg                    |
| Charge alaire minimale             | 36,5 kg/m²                                     | 36,5 kg/m²                    |
| Poids maximale du pilote           | max 110 kg                                     | max 110 kg                    |
| Décrochage                         | 75 km/h                                        | 75 km/h                       |
| Taux de chute minimale (à 90 km/h) | 0,66 m/s                                       | 0,66 m/s                      |
| Finesse maximale (à 110 km/h)      | 44                                             | 44                            |

## Sources
- Alexander Schleicher website
- Johnson R, An FTE of the Schleicher ASW-24, Soaring, May 1994
- Sailplane Directory